# Classic of Blues Recording
Les Classic of Blues Recording sont deux catégories du Blues Hall of Fame de la Blues Foundation. La Classic of Blues Recording - Album (« enregistrement classique du blues - album ») créée en 1982, et la Classic of Blues Recording - Single or Album Track (« enregistrement classique du blues - single ou titre d'album ») créée en 1983, répertorient les enregistrements, albums ou chansons, qui ont marqué l'histoire du blues (et du rhythm and blues). Elles sont complétées chaque année lors d'une cérémonie, la Blues Hall of Fame Induction Ceremony. Les nouveaux entrants au Panthéon du blues sont sélectionnés par un comité d'experts et de spécialistes du blues anonymes, représentants tous les sous-ensembles du blues.
Il existe trois autres catégories :
- Performer (« interprète »), depuis 1980
- Classic of Blues Literature (« classique de la littérature sur le blues »), depuis 1982
- Individual: Business - Production - Media or Academic (« individu : production - média ou universitaire »), depuis 1991

## Liste des enregistrements classiques du blues - singles ou titres d'album
Robert Johnson est le musicien le plus représenté avec six nominations. Howlin’ Wolf et Muddy Waters viennent ensuite avec cinq nominations chacun. Le label Chess est le plus représenté avec treize nominations, auxquelles on peut ajouter les huit occurrences de sa filiale Checker. Vocalion apparaît onze fois, en partie grâce aux enregistrements de Robert Johnson. La part belle est faite aux chansons des années 1950 avec 36 citations. L'enregistrement le plus ancien est Crazy Blues de Mamie Smith en 1921, et plus récent est Down Home Blues de Z. Z. Hill en 1982.
Les morceaux de Louis Jordan, Big Joe Turner ou Jackie Brenston, pourtant présents dans cette liste, appartiennent plutôt au domaine du rhythm and blues que celui du blues pur. Ceux de Booker T. and the M.G.'s ou de Little Johnny Taylor sont plutôt de la soul music.
| Année d'intronisation | Titre                                                   | Artiste                                                      | Label                  | Année de parution |
| --------------------- | ------------------------------------------------------- | ------------------------------------------------------------ | ---------------------- | ----------------- |
| 1983                  | Dust My Broom                                           | Elmore (Elmo) James                                          | Trumpet                | 1951              |
| 1983                  | Worried Life Blues                                      | Big Maceo                                                    | Bluebird               | 1941              |
| 1983                  | Sweet Home Chicago                                      | Robert Johnson                                               | Vocalion               | 1936              |
| 1983                  | Call It Stormy Monday (But Tuesday Is Just as Bad) (en) | T-Bone Walker                                                | Black & White          | 1947              |
| 1983                  | Hellhound on My Trail (en)                              | Robert Johnson                                               | ARC/Vocalion           | 1937              |
| 1984                  | Got My Mojo Working                                     | Muddy Waters                                                 | Chess (album track)    | 1960              |
| 1984                  | I’m Your Hoochie Coochie Man                            | Muddy Waters                                                 | Chess                  | 1954              |
| 1984                  | The Things That I Used to Do                            | Guitar Slim                                                  | Specialty              | 1953              |
| 1985                  | Boogie Chillen'                                         | John Lee Hooker                                              | Modern                 | 1948              |
| 1985                  | The Thrill is Gone                                      | B.B. King                                                    | ABC Bluesway           | 1969              |
| 1985                  | Smoke Stack Lightning (Smokestack Lightnin’)            | Howlin’ Wolf                                                 | Chess                  | 1956              |
| 1986                  | Cross Road Blues                                        | Robert Johnson                                               | ARC/Vocalion           | 1936              |
| 1986                  | Juke                                                    | Little Walter                                                | Checker                | 1952              |
| 1986                  | Mannish Boy                                             | Muddy Waters                                                 | Chess                  | 1955              |
| 1987                  | Big Road Blues                                          | Tommy Johnson                                                | Victor                 | 1928              |
| 1987                  | Help Me (en)                                            | Sonny Boy Williamson II                                      | Checker                | 1963              |
| 1987                  | Please Send Me Someone to Love (en)                     | Percy Mayfield                                               | Specialty              | 1960              |
| 1988                  | How Long, How Long Blues (en)                           | Leroy Carr                                                   | Vocalion               | 1928              |
| 1988                  | Pony Blues                                              | Charley Patton                                               | Paramount              | 1929              |
| 1988                  | Born Under a Bad Sign                                   | Albert King                                                  | Stax                   | 1967              |
| 1989                  | Come On in My Kitchen (en)                              | Robert Johnson                                               | ARC/Vocalion           | 1936              |
| 1989                  | Long Distance Call (en)                                 | Muddy Waters                                                 | Chess                  | 1951              |
| 1989                  | Drifting Blues                                          | Johnny Moore's Three Blazers (Charles Brown, chant)          | Philo                  | 1945              |
| 1990                  | Terraplane Blues                                        | Robert Johnson                                               | ARC/Vocalion           | 1936              |
| 1990                  | Good Morning, School Girl                               | Sonny Boy Williamson I                                       | Bluebird               | 1937              |
| 1990                  | Big Boss Man (en)                                       | Jimmy Reed                                                   | Vee-Jay                | 1960              |
| 1991                  | Rocket ’88’                                             | Jackie Brenston and His Delta Cats                           | Chess                  | 1951              |
| 1991                  | Nine Below Zero                                         | Sonny Boy Williamson II                                      | Trumpet                | 1951              |
| 1991                  | The Sky is Crying                                       | Elmore (Elmo) James                                          | Fire                   | 1959              |
| 1991                  | Killing Floor (chanson)                                 | Howlin’ Wolf                                                 | Chess                  | 1954              |
| 1992                  | Baby Please Don’t Go                                    | Big Joe Williams                                             | Bluebird               | 1935              |
| 1992                  | Statesboro Blues (en)                                   | Blind Willie McTell                                          | Victor                 | 1928              |
| 1993                  | Reconsider Baby (en)                                    | Lowell Fulson                                                | Checker                | 1954              |
| 1994                  | Texas Flood (en)                                        | Larry Davis                                                  | Duke                   | 1958              |
| 1994                  | I Can't Quit You Baby                                   | Otis Rush                                                    | Cobra                  | 1956              |
| 1995                  | Wang Dang Doodle (en)                                   | Koko Taylor                                                  | Checker                | 1965              |
| 1996                  | Don't Start Me Talkin' (en)                             | Sonny Boy Williamson II                                      | Checker                | 1962              |
| 1997                  | Baby Scratch My Back (en)                               | Slim Harpo                                                   | Excello                | 1965              |
| 1998                  | Messin' with the Kid (en)                               | Junior Wells                                                 | Chief                  | 1960              |
| 1999                  | Dark Was The Night                                      | Blind Willie Johnson                                         | Columbia               | 1927              |
| 2000                  | Down Home Blues                                         | Z. Z. Hill                                                   | Malaco (album track)   | 1982              |
| 2001                  | Shake, Rattle and Roll                                  | Big Joe Turner                                               | Atlantic               | 1954              |
| 2002                  | Goin' Down Slow (en)                                    | St. Louis Jimmy Oden                                         | Bluebird               | 1941              |
| 2003                  | Part Time Love                                          | Little Johnny Taylor                                         | Galaxy                 | 1963              |
| 2004                  | Baby What You Want Me to Do                             | Jimmy Reed                                                   | Vee-Jay                | 1959              |
| 2005                  | Black Night (en)                                        | Charles Brown                                                | Aladdin                | 1951              |
| 2006                  | Honky Tonk (en), Parts 1 & 2                            | Bill Doggett                                                 | King                   | 1956              |
| 2006                  | Devil Got My Woman (en)                                 | Skip James                                                   | Paramount              | 1931              |
| 2006                  | Hound Dog                                               | Willie Mae ‘Big Mama’ Thornton                               | Peacock                | 1952              |
| 2007                  | Death Letter                                            | Son House                                                    | Columbia (album track) | 1965              |
| 2007                  | Hide Away (Hideaway)                                    | Freddie (Freddy) King                                        | Federal                | 1961              |
| 2007                  | Black Angel Blues                                       | Robert Nighthawk (The Nighthawks)                            | Aristocrat Records     | 1949              |
| 2008                  | Double Trouble                                          | Otis Rush                                                    | Cobra                  | 1958              |
| 2008                  | My Babe                                                 | Little Walter                                                | Checker                | 1955              |
| 2008                  | Back-Water Blues (en)                                   | Bessie Smith                                                 | Columbia               | 1927              |
| 2009                  | Sitting on Top of the World                             | Mississippi Sheiks                                           | Okeh                   | 1930              |
| 2009                  | Caldonia                                                | Louis Jordan                                                 | Decca                  | 1945              |
| 2009                  | Boom Boom                                               | John Lee Hooker                                              | Vee-Jay                | 1961              |
| 2010                  | Spoonful                                                | Howlin’ Wolf                                                 | Chess                  | 1960              |
| 2010                  | Fever                                                   | Little Willie John                                           | King                   | 1956              |
| 2010                  | All Your Love (I Miss Loving) (en)                      | Otis Rush                                                    | Cobra                  | 1958              |
| 2010                  | Match Box Blues                                         | Blind Lemon Jefferson                                        | Okeh et Paramount      | 1927              |
| 2010                  | Key to the Highway                                      | Big Bill Broonzy                                             | Okeh                   | 1941              |
| 2011                  | Five Long Years (en)                                    | Eddie Boyd                                                   | J.O.B.                 | 1952              |
| 2011                  | Love in Vain                                            | Robert Johnson                                               | Vocalion               | 1937              |
| 2011                  | Hard Time Killin’ Floor Blues                           | Skip James                                                   | Paramount              | 1931              |
| 2011                  | Ain't Nobody's Business (en)                            | Jimmy Witherspoon                                            | Supreme                | 1947              |
| 2012                  | It Hurts Me Too                                         | Tampa Red                                                    | Bluebird               | 1940              |
| 2012                  | Pine Top's Boogie Woogie                                | Pine Top Smith                                               | Vocalion               | 1928              |
| 2012                  | All Your Love                                           | Magic Sam                                                    | Cobra                  | 1957              |
| 2013                  | How Many More Years (en)                                | Howlin’ Wolf                                                 | Chess                  | 1951              |
| 2013                  | Canned Heat Blues                                       | Tommy Johnson                                                | Victor                 | 1928              |
| 2013                  | Let the Good Times Roll                                 | Louis Jordan                                                 | Decca                  | 1946              |
| 2013                  | Mystery Train                                           | Little Junior’s Blue Flames (Junior Parker)                  | Sun                    | 1953              |
| 2013                  | Me and My Chauffeur Blues (en)                          | Memphis Minnie                                               | Okeh                   | 1941              |
| 2014                  | High Water Everywhere (en), Parts I & II                | Charley Patton                                               | Paramount              | 1930              |
| 2014                  | It’s Tight Like That                                    | Tampa Red et Georgia Tom                                     | Vocalion               | 1928              |
| 2014                  | Milk Cow Blues                                          | Kokomo Arnold                                                | Decca                  | 1934              |
| 2014                  | After Hours (en)                                        | Erskine Hawkins and his Orchestra                            | Bluebird               | 1940              |
| 2014                  | Catfish Blues                                           | Robert Petway                                                | Bluebird               | 1941              |
| 2016                  | Crazy Blues                                             | Mamie Smith                                                  | Okeh                   | 1920              |
| 2016                  | That’s All Right (en)                                   | Jimmy Rogers                                                 | Chess                  | 1950              |
| 2016                  | I Wish You Would                                        | Billy Boy Arnold                                             | Vee-Jay                | 1955              |
| 2016                  | Merry Christmas Baby (en)                               | Johnny Moore's Three Blazers (Charles Brown, chant et piano) | Exclusive              | 1947              |
| 2016                  | Blues Before Sunrise                                    | Leroy Carr et Scrapper Blackwell                             | Vocalion               | 1934              |
| 2017                  | Bo Diddley                                              | Bo Diddley                                                   | Checker                | 1955              |
| 2017                  | Hi-Heel Sneakers                                        | Tommy Tucker                                                 | Chess                  | 1963              |
| 2017                  | I Ain't Superstitious                                   | Howlin’ Wolf                                                 | Chess                  | 1961              |
| 2017                  | I'll Play the Blues for You (en)                        | Albert King                                                  | Stax                   | 1971              |
| 2017                  | Preachin’ the Blues                                     | Son House                                                    | Paramount              | 1930              |
| 2018                  | Cross Cut Saw (en)                                      | Albert King                                                  | Stax                   | 1966              |
| 2018                  | Green Onions                                            | Booker T. and the M.G.'s                                     | Stax / Volt            | 1962              |
| 2018                  | I'm a Man                                               | Bo Diddley                                                   | Checker                | 1955              |
| 2018                  | Roll 'Em Pete (en)                                      | Big Joe Turner                                               | Vocalion               | 1938              |
| 2018                  | See See Rider Blues                                     | Ma Rainey                                                    | Paramount              | 1924              |
| 2019                  | Every Day I Have the Blues                              | B.B. King                                                    | RPM                    | 1954              |
| 2019                  | I Got a Woman                                           | Ray Charles                                                  | Atlantic               | 1954              |
| 2019                  | Rollin' Stone                                           | Muddy Waters                                                 | Chess                  | 1950              |
| 2019                  | Shake Your Money Maker (en)                             | Elmore James                                                 | Fire                   | 1961              |
| 2019                  | St. Louis Blues                                         | Bessie Smith                                                 | Columbia               | 1925              |
| 2020                  | 3 O'Clock Blues (en)                                    | B. B. King                                                   | RPM                    | 1951              |
| 2020                  | Future Blues                                            | Willie Brown                                                 | Paramount              | 1930              |
| 2020                  | (Mama) He Treats Your Daughter Mean (en)                | Ruth Brown                                                   | Atlantic               | 1953              |
| 2020                  | That's All Right (Mama)                                 | Arthur « Big Boy » Crudup                                    | RCA Victor             | 1946              |
| 2020                  | Trouble in Mind                                         | Bertha « Chippie » Hill                                      | Okeh                   | 1926              |

## Liste des enregistrements classiques du blues - album
La part belle est faite à Muddy Waters et Howlin' Wolf (6 nominations) et au label Chess (16 nominations).
| Année d'intronisation | Titre                                                                | Artiste                                        | Label                               | Année de parution    |
| --------------------- | -------------------------------------------------------------------- | ---------------------------------------------- | ----------------------------------- | -------------------- |
| 1982                  | King of the Delta Blues Singers                                      | Robert Johnson                                 | Columbia                            | 1961                 |
| 1983                  | Live at the Regal'                                                   | B.B. King                                      | ABC/Paramount Records               | 1965                 |
| 1983                  | McKinley Morganfield A.K.A. Muddy Waters                             | Muddy Waters                                   | Chess                               | 1971                 |
| 1983                  | The Best of Muddy Waters (en)                                        | Muddy Waters                                   | Chess                               | 1958                 |
| 1983                  | Founder of the Delta Blues                                           | Charley Patton                                 | Yazoo                               | 1970                 |
| 1983                  | King of the Delta Blues Singers, Vol. II                             | Robert Johnson                                 | Columbia                            | 1970                 |
| 1984                  | West Side Soul (en)                                                  | Magic Sam Blues Band                           | Delmark                             | 1968                 |
| 1984                  | Boss Blues Harmonica                                                 | Little Walter                                  | Chess                               | 1972                 |
| 1984                  | Hoodoo Man Blues (en)                                                | Junior Wells                                   | Delmark                             | 1966                 |
| 1985                  | Chester Burnett A.K.A Howlin’ Wolf                                   | Howlin' Wolf                                   | Chess                               | 1972                 |
| 1985                  | Howlin' Wolf (‘rocking chair’ album) (en)                            | Howlin' Wolf                                   | Chess                               | 1962                 |
| 1985                  | Born Under a Bad Sign (en)                                           | Albert King                                    | Stax                                | 1967                 |
| 1986                  | Ice Pickin' (en)                                                     | Albert Collins                                 | Alligator                           | 1978                 |
| 1986                  | I Am the Blues                                                       | Willie Dixon                                   | Columbia                            | 1970                 |
| 1986                  | Live Wire/Blues Power (en)                                           | Albert King                                    | Stax                                | 1968                 |
| 1987                  | Hide Away                                                            | Freddie (Freddy) King                          | King Records (États-Unis)           | 1969                 |
| 1987                  | Two Steps from the Blues                                             | Bobby ‘Blue’ Bland                             | Duke                                | 1961                 |
| 1987                  | Blues Before Sunrise                                                 | Leroy Carr                                     | Columbia                            | 1962                 |
| 1988                  | Down on Stovall’s Plantation                                         | Muddy Waters                                   | Testament                           | 1966                 |
| 1988                  | The Chess Box                                                        | Muddy Waters                                   | P-Vine                              | 1985                 |
| 1988                  | The Original Flair & Meteor Sides                                    | Elmore James                                   | Ace                                 | 1984                 |
| 1989                  | Right Place, Wrong Time (album) (en)                                 | Otis Rush                                      | Bullfrog                            | 1976                 |
| 1989                  | The World’s Greatest Blues Singer                                    | Bessie Smith                                   | Columbia                            | 1970                 |
| 1989                  | Showdown!                                                            | Albert Collins, Robert Cray et Johnny Copeland | Alligator                           | 1985                 |
| 1989                  | Live on Maxwell Street–1964                                          | Robert Nighthawk                               | Rounder                             | 1980                 |
| 1990                  | Black Magic (en)                                                     | Magic Sam                                      | Delmark                             | 1969                 |
| 1990                  | The Complete 1931 Session                                            | Skip James                                     | Yazoo                               | 1986                 |
| 1990                  | The Chess Box                                                        | Willie Dixon                                   | MCA Chess                           | 1989                 |
| 1991                  | Can’t Get No Grindin’                                                | Muddy Waters                                   | Chess                               | 1973                 |
| 1991                  | Chicago/The Blues/Today! Vol. 1-3                                    | Various artists                                | Vanguard                            | 1966                 |
| 1991                  | Best of Little Walter (en)                                           | Little Walter                                  | Checker                             | 1958                 |
| 1992                  | The Complete Recordings (en)                                         | Robert Johnson                                 | Columbia/Legacy                     | 1990                 |
| 1992                  | Parchman Farm                                                        | Bukka White                                    | Columbia                            | 1970                 |
| 1992                  | Blues from the Gutter (en)                                           | Champion Jack Dupree                           | Atlantic                            | 1958                 |
| 1992                  | Father of the Folk Blues                                             | Son House                                      | Columbia                            | 1965                 |
| 1993                  | Chicago Bound                                                        | Jimmy Rogers                                   | Chess                               | 1970                 |
| 1994                  | The Complete Recordings of T-Bone Walker 1940-1954                   | T-Bone Walker                                  | Mosaic                              | 1990                 |
| 1995                  | Otis Spann Is the Blues                                              | Otis Spann                                     | Candid                              | 1961                 |
| 1995                  | The Boss of the Blues (en)                                           | Big Joe Turner                                 | Atlantic                            | 1956                 |
| 1996                  | Hound Dog Taylor and the HouseRockers (en)                           | Hound Dog Taylor and the HouseRockers          | Alligator                           | 1971                 |
| 1997                  | The Paul Butterfield Blues Band                                      | Paul Butterfield Blues Band                    | Elektra                             | 1965                 |
| 1998                  | I'll Play the Blues for You (en)                                     | Albert King                                    | Stax                                | 1972                 |
| 1999                  | Blues Hit Big Town                                                   | Junior Wells                                   | Delmark                             | 1977                 |
| 2000                  | Mississippi Delta Blues                                              | Mississippi Fred McDowell                      | Arhoolie                            | 1964                 |
| 2001                  | The Complete Plantation Recordings                                   | Muddy Waters                                   | MCA Chess                           | 1993                 |
| 2002                  | Live in Cook County Jail (en)                                        | B.B. King                                      | ABC                                 | 1971                 |
| 2003                  | It’s My Life Baby!                                                   | Junior Wells                                   | Vanguard                            | 1966                 |
| 2004                  | Raining In My Heart                                                  | Slim Harpo                                     | Excello                             | 1961                 |
| 2005                  | Down Home                                                            | Z.Z. Hill                                      | Malaco Records                      | 1982                 |
| 2006                  | Screamin' and Hollerin' the Blues: The Worlds of Charley Patton (en) | Charley Patton                                 | Revenant                            | 2001                 |
| 2006                  | I Do Not Play No Rock ‘n’ Roll                                       | Mississippi Fred McDowell                      | Capitol                             | 1970                 |
| 2006                  | Tell Mama (en)                                                       | Etta James                                     | Cadet                               | 1968                 |
| 2007                  | Driving Wheel                                                        | Little Jr. Parker                              | Duke                                | 1962                 |
| 2007                  | Down and Out Blues (en)                                              | Sonny Boy Williamson II                        | Checker                             | 1960                 |
| 2007                  | Angola Prisoners’ Blues                                              | Robert Pete Williams & others                  | Louisiana Folklore Society/Arhoolie | 1959                 |
| 2008                  | Piney Woods Blues                                                    | Big Joe Williams                               | Delmark                             | 1959                 |
| 2008                  | Members Only                                                         | Bobby Bland                                    | Malaco                              | 1985                 |
| 2008                  | Etta James Rocks the House (en)                                      | Etta James                                     | Argo                                | 1964                 |
| 2008                  | I’m Jimmy Reed                                                       | Jimmy Reed                                     | Vee-Jay                             | 1958                 |
| 2008                  | Freddy King Sings (en)                                               | Freddie (Freddy) King                          | King Records (États-Unis)           | 1961                 |
| 2009                  | Blues with a Feeling (Newport Folk Festival Classics)                | Various artists                                | Vanguard, coffret 2 CD              | 1993                 |
| 2009                  | Amtrak Blues                                                         | Alberta Hunter                                 | Columbia                            | 1978                 |
| 2009                  | T-Bone Blues                                                         | T-Bone Walker                                  | Atlantic                            | 1959                 |
| 2010                  | Strong Persuader                                                     | Robert Cray                                    | Mercury                             | 1986                 |
| 2010                  | Hung Down Head                                                       | Lowell Fulson                                  | Chess                               | 1970 (LP), 1996 (CD) |
| 2010                  | I Hear Some Blues Downstairs                                         | Fenton Robinson                                | Alligator                           | 1977 (LP), 1991 (CD) |
| 2011                  | Night Beat                                                           | Sam Cooke                                      | RCA Victor                          | 1963                 |
| 2011                  | False Accusations (en)                                               | Robert Cray                                    | HighTone                            | 1985                 |
| 2011                  | The Real Folk Blues                                                  | Howlin’ Wolf                                   | Chess                               | 1965                 |
| 2012                  | Damn Right, I've Got the Blues                                       | Buddy Guy                                      | Silvertone                          | 1991                 |
| 2012                  | Bad Influence (en)                                                   | Robert Cray                                    | HighTone                            | 1983                 |
| 2013                  | Louis Jordan’s Greatest Hits                                         | Louis Jordan                                   | Decca                               | 1969                 |
| 2013                  | More Real Folk Blues                                                 | Howlin’ Wolf                                   | Chess                               | 1967                 |
| 2013                  | Complete Recorded Works/Texas Worried Blues                          | Henry Ragtime Texas Thomas                     | Herwin, Yazoo                       | 1975, 1989           |
| 2014                  | Moanin' in the Moonlight (en)                                        | Howlin’ Wolf                                   | Chess                               | 1959                 |
| 2014                  | Hawk Squat                                                           | J.B. Hutto                                     | Delmark                             | 1969                 |
| 2016                  | Blues in the Mississippi Night                                       | Various artists                                | Nixa, United Artists                | 1957, 1959           |
| 2017                  | The Real Folk Blues                                                  | John Lee Hooker                                | Chess                               | 1966                 |
| 2018                  | Blues Is King                                                        | B.B. King                                      | ABC Bluesway                        | 1967                 |
| 2019                  | The Sky Is Crying                                                    | Elmore James                                   | Sphere Sound                        | 1965                 |
| 2020                  | The Chess Box                                                        | Howlin’ Wolf                                   | MCA Chess                           | 1991                 |